# Barnet
|  | No s'ha de confondre amb Barnett. |

Barnet és un districte londinenc que forma part de l'àrea coneguda com el Nord de Londres i de l‘Exterior de Londres. El municipi es va formar el 1965 a partir de parts dels comtats cerimonials de Middlesex i Hertfordshire. És el segon districte de Londres més gran per població amb 389.344 habitants el 2021, també el converteix en el 17è districte més gran d'Anglaterra. El barri cobreix una àrea de 86,74 quilòmetres quadrats (33 milles quadrades), el quart més alt dels 32 districtes de Londres, i té una densitat de població de 45,8 persones per hectàrea, que el situa en el lloc 25è. Limita amb Hertfordshire al nord i amb cinc districtes de Londres: Harrow i Brent a l'oest, Camden i Haringey al sud-est i Enfield a l'est.

## Barris
El patró d'assentament és bastant divers. Al nord es troba l'àrea de Barnet, també conegut com l'Alt Barnet. Al nord també es troben les parts amb menys densitat com són Edgware, Totterbridge, Whetstone i Mill Hill.
Al sud el desenvolupament ha estat molt intensiu sobretot al voltant de Cricklewood, Colindale, Hendon i Finchley. Golders Green és coneguda per la seva població jueva i forma part del sud del districte juntament amb Hampstead Garden Suburb i Childs Hill.
El districte de Barnet inclou les següents zones o barris:
| - Arkley - High Barnet - Barnet Gate - Brunswick Park - Burnt Oak - Childs Hill - Cricklewood - Church End Finchley - Cockfosters | - Colney Hatch - Colindale - East Barnet - East Finchley - Edgware - Finchley - Friern Barnet - Golders Green - Monken Hadley | - Hadley Green - Hale - Hampstead Garden Suburb - Hendon - Holders Hill - The Hyde - Mill Hill - Mill Hill East - New Barnet | - New Southgate - North Finchley - Oakleigh Park - Osidge - Temple Fortune - Totteridge - West Hendon - Whetstone - Woodside Park |

## Història
El municipi es va formar sota la Llei del govern de Londres de 1963 el 1965 a partir del municipi de Finchley, el municipi de Hendon i el districte urbà de Friern Barnet de Middlesex i el districte urbà de East Barnet i el districte urbà de Barnet de Hertfordshire. La llei no incloïa un nom per al nou municipi. Un comitè conjunt dels consells que s'havia de fusionar va suggerir "Northgate" o "Northern Heights". Keith Joseph, el ministre d'Habitatge i Govern Local, finalment va escollir Barnet. El topònim Barnet deriva de l'anglès antic bærnet que significa "Terra netejada per crema".

## Galeria d'imatges

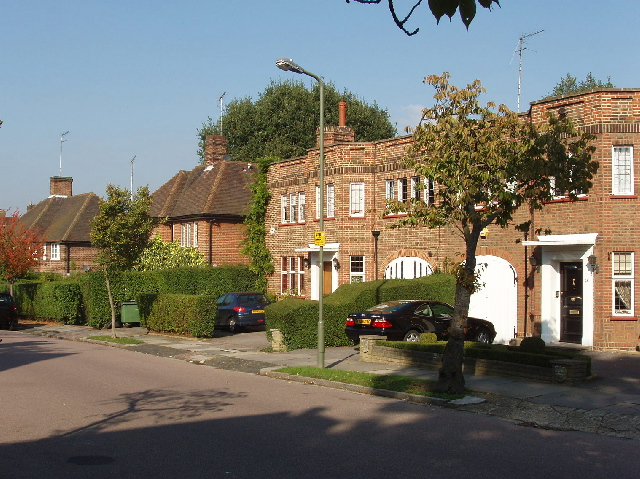
Hampstead Garden Suburb
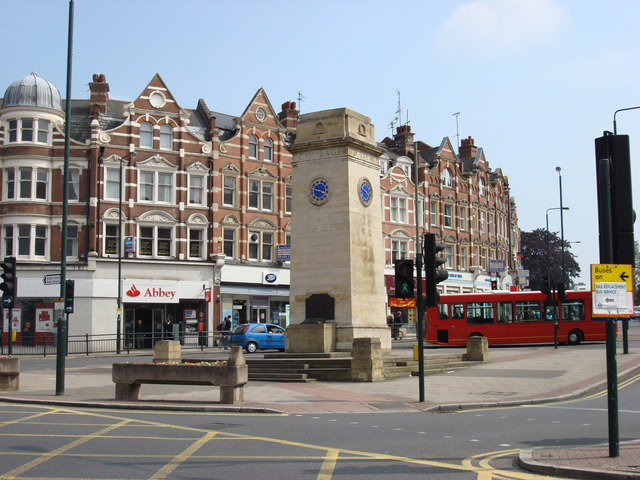
Golders Green, Torre del Rellotge